# 漢堡港口節
漢堡港口節（德語：Hafengeburtstag，意為港口生日，港口週年），又譯港口生日节 、漢堡港建港週年紀念日等，是每年在德國漢堡舉行的節日，通常在5月的首個周末，慶祝德國最大港口漢堡港建港週年紀念。

## 外部連結
- Hafengeburtstag （页面存档备份，存于）, Hamburg.de